# Abraham Shulman

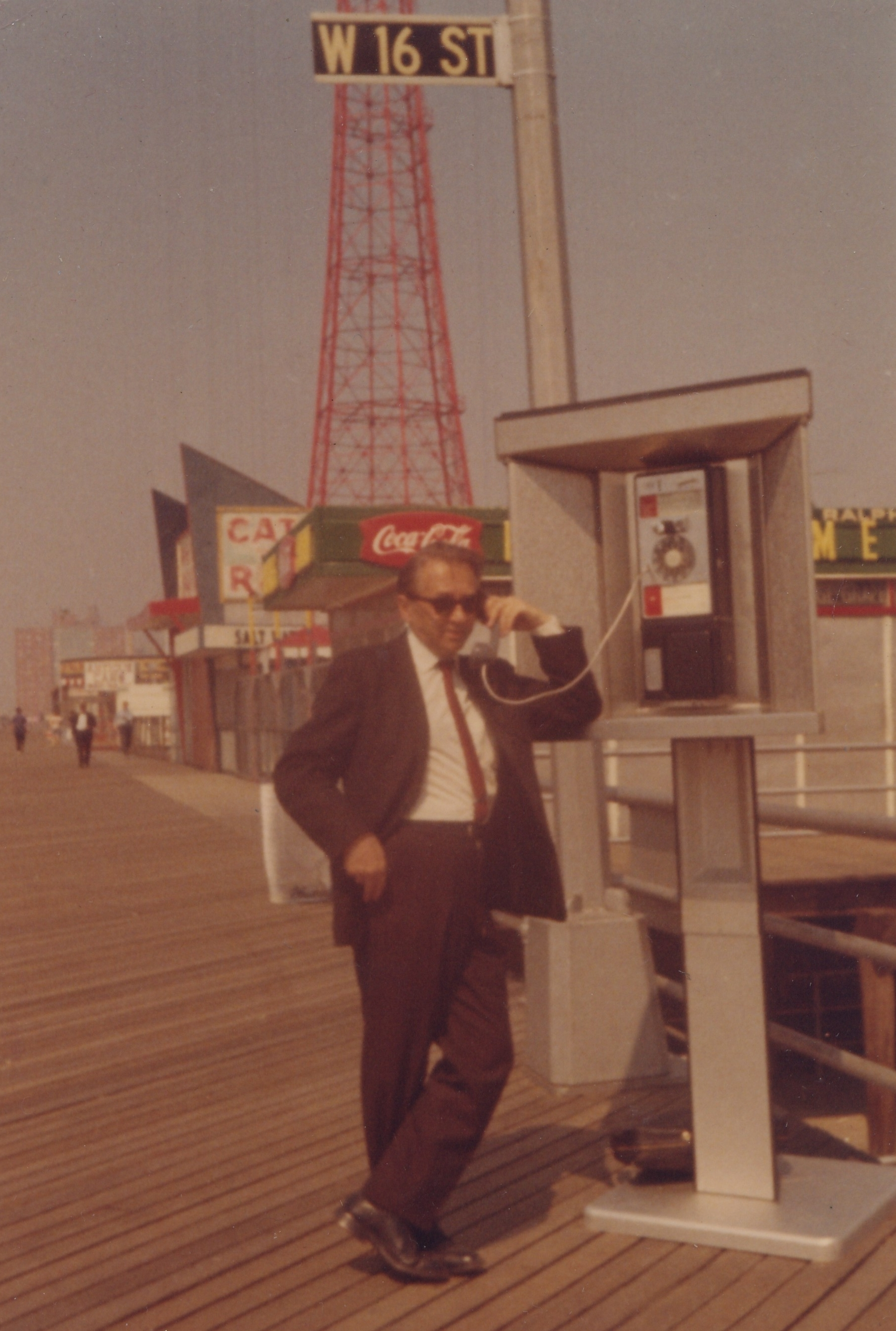
Abraham Shulman, 1967 oder 1968. Im Hintergrund ist der Turm Parachute Jump zu sehen.

Abraham Shulman, auch Avrom Shulman (* Juni 1913 in Warschau; † 1. November 1999 in Seagate, Coney Island) war ein polnisch-amerikanischer Journalist und Autor.
Nach dem Abitur in Warschau studierte Shulman an der dortigen Journalistenschule.
Sein Studium wurde durch den Krieg unterbrochen, und es gelang ihm, mit seiner Frau 1939 über Wladiwostok und Kōbe/Japan nach Australien zu flüchten. In Melbourne arbeitete er zehn Jahre lang als Journalist und zog dann nach Frankreich, wo er mit seiner Familie weitere zehn Jahre lebte (ein Sohn und eine Tochter wurden in Paris geboren).
Ab 1961 lebte und arbeitete er in New York, wo er bei der Zeitung „The Jewish Daily Forward“ angestellt war und eine satirische Kolumne schrieb. Shulman war Autor mehrerer Bücher (auf Englisch und Jiddisch) und Theaterstücke.

## Bücher
- Gelekhter in der nakht: humoreskes un felyetonen (jiddisch), Paris, 1953
- Tsvishn shvarts un vays: eseyen un felyetonen (jiddisch), Paris, 1955
- Der himl iz noch altz far di geter. Notitzn fun reizes (jiddisch), Schipper, Paris, 1960

Drei Bücher mit Photos aus dem Archiv des Jewish Daily Forwards:
- The old country, The Lost World of East European Jews, Scribner, 1974
- The new country, Jewish Immigrants in America, Scribner, 1976
- Coming home to Zion, A Pictorial History of Pre-Israel Palestine (The promised land), Doubleday, 1979

- The Anthropologist and the Girl (japanisch), Iwanami Shoten, Tokyo, 1981 (Roman, der auf dem Leben von Lea-Nina Rodzynek, der späteren Sängerin Belina, basiert)[1]
- Adventures of a Yiddish lecturer, Pilgrim Press, 1980 (mit einer Einleitung von Isaac Bashevis Singer)
- The case of Hotel Polski, Holocaust Library, Schocken Books, 1982
- The prophet Jeremiah is alive and prosperous in New York, Astra Press, 1990

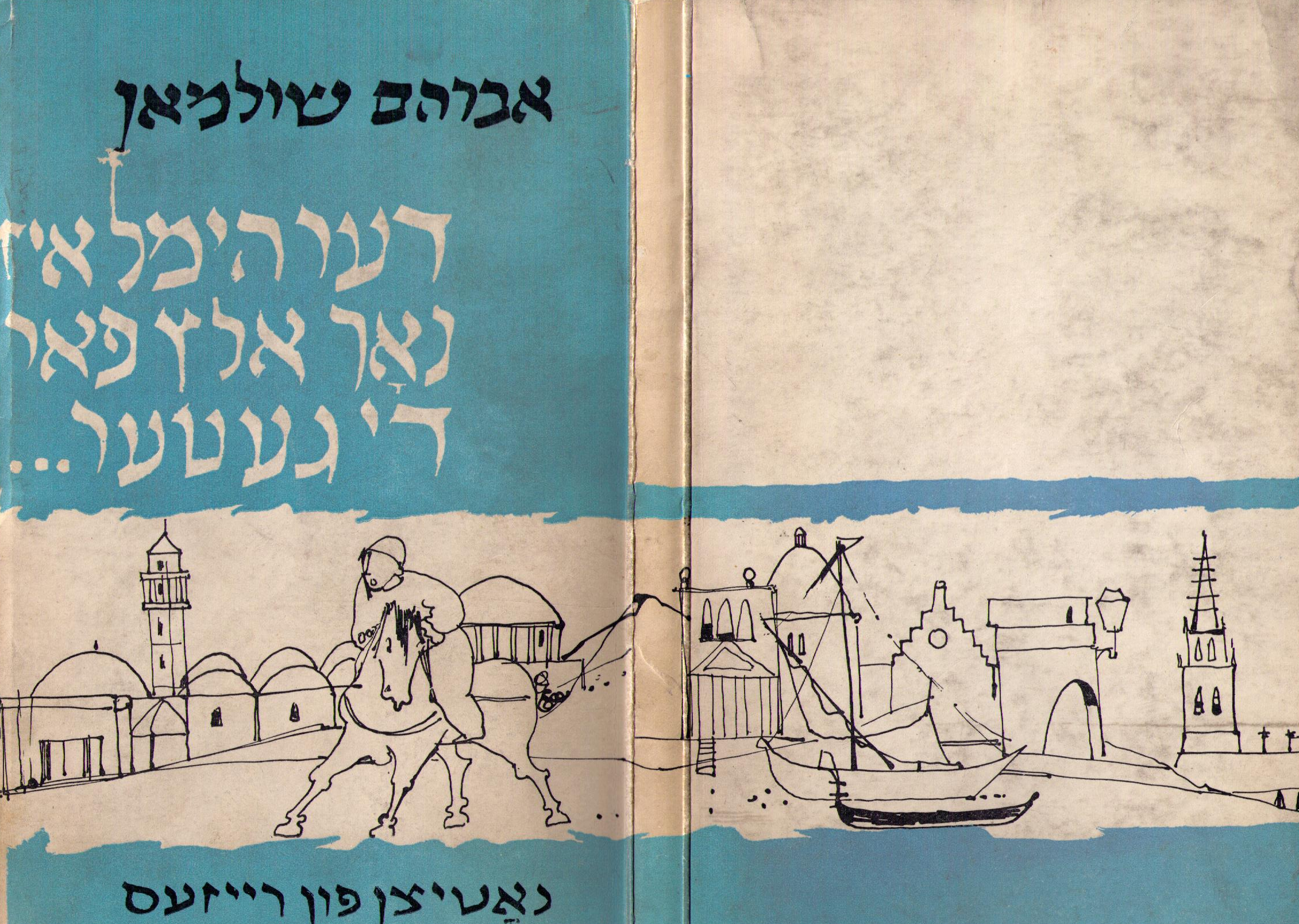
Buchumschlag von Der himl iz noch altz far di geter. Notitzn fun reizes (jiddisch in hebräischer Schrift) von Abraham Shulman, 1960
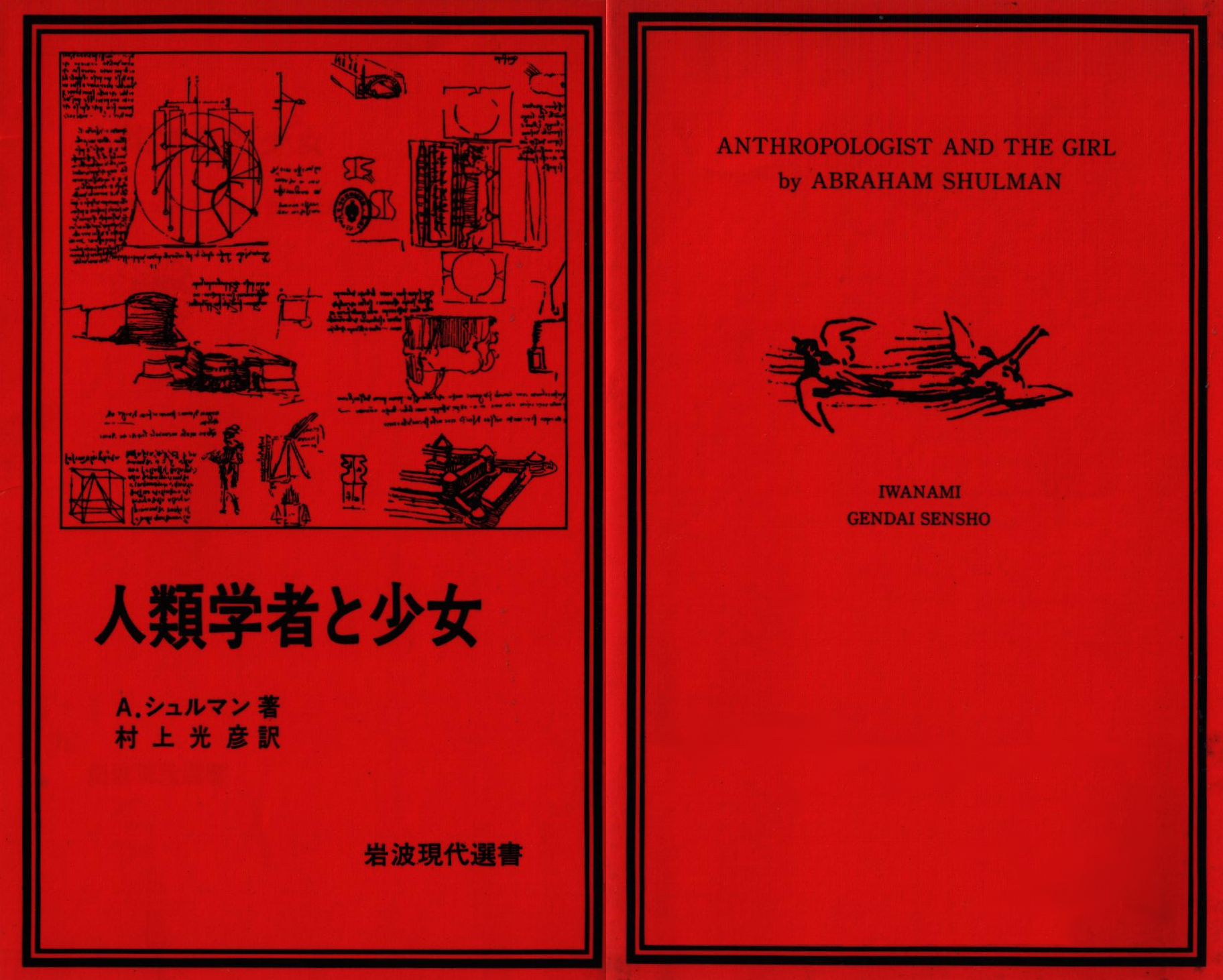
Buchumschlag von The Anthropologist and the Girl (auf Japanisch) von Abraham Shulman, 1981

## Theaterstücke (Auswahl)
- A bintel brief (jiddisch)
- The wise men of Chelm (z. B. 2008 in Montreal)